# نوفولو
نوفولو (بالعربية: لا تتبع, بالإنجليزية: Nofollow) هي خاصية في الإتش تي إم إل تعطي طريقة للويب ماسترز ليقولو لمحركات البحث: «لاتتبع الروابط على هذه الصفحة» أو «لاتتبع الرابط هذا فقط».

## كيفية الاستخدام
بشكل أساسي، خصاصية التتبع توضع في الميتاداتا في الصفحة لتقول لمحركات البحث ان لا يتتبعو أي رابط خارج من الصفحة، كالتالي:
```
 <meta name="robots" content="nofollow" />

```

قبل ظهور هذه الخاصية للروابط الفردية (منع رابط معين من التتبع) كانت العملية في غاية التعقيد وتحتاج لجهد كبير، فكل رابط يجب منعه من التتبع يجب منعه في ملف robot.txt, لهذا السبب تم إنشاء خاصية التتبع باستخدام وسم rel لجعل عملية التحكم بالتتبع للروابط الفردية ابسط للويب ماسترز، ويستخدم كالتالي:
```
 <a href="signin.php" rel="nofollow">sign in</a>

```

## كيف تتعامل قوقل مع الروابط غير المتتبعة
محرك البحث قوقل، لايتتبع هذه الروابط وهذا يعني عدم نقل بيج رانك لهذه الصفحة وعدم فهرسة النص المستخدم بالرابط.
أيضا الرابط هذا يتم إسقاطه بشكل كامل مع فهرسة الموقع.
بالرغم من هذا تساعد الروابط الخارجية التي لما وسم نو فولو في تحسين الرانك الخاص بالموقع في جوجل. بل ان الحصول على جميع الروابط الخارجية دو فولو يعتبر غير آمن.

## كيف يتعامل بينغ "Bing" مع الروابط غير المتتبعة
محرك البحث بينغ لم تذكر أي شيء عن كيفية عملها مع الروابط غير المتتبعة لكن يبدو أنها لاتقوم بالتتبع والفهرسة كما ذكر في مناقشات المطورين في منتدى النقاش الخاص بهم.